# ESTREAM
eSTREAM — проект по выявлению новых поточных шифров, пригодных для широкого применения, организованный ЕС. Был начат после взлома всех 6 шифров, предложенных в проекте NESSIE. Условия приёма алгоритмов впервые были опубликованы в 2004 году. В апреле 2008 отбор был завершён. Проект был разделён на несколько последовательных этапов, целью которых был поиск алгоритмов шифрования подходящих под различные сценарии использования.

## Категории
Шифры — кандидаты распределялись по одной или нескольким категориям. Были представлены следующие категории:
- категория 1: поточные шифры для программной реализации; основное требование: высокая производительность;
- категория 2: поточные шифры для аппаратной реализации; основные требования: работа при ограниченности ресурсов (памяти, числе транзисторов[англ.]); низкое энергопотребление.

В обеих категориях шифры делили на подклассы:
- шифры с аутентификацией;
- шифры с авторизацией;
- и другие.

Шифры для аутентификации обозначались буквой «A» («1A» и «2A»).
К третьему этапу не осталось алгоритмов, предоставляющих аутентификацию (из NLS она была удалена для повышения производительности).

## Результаты eSTREAM
По состоянию на сентябрь 2011 года следующие алгоритмы шифрования отобраны, как удовлетворяющие требованиям eSTREAM:
| Категория 1 (программная) | Категория 2 (аппаратная) |
| ------------------------- | ------------------------ |
| HC-128                    | Grain                    |
| Rabbit                    | MICKEY                   |
| Salsa20/12                | Trivium                  |
| SOSEMANUK                 | F-FCSR                   |

Перечисленные шифры свободны для реализации и использования. Во время отбора на шифр Rabbit был заявлен патент; в октябре 2008 года шифр был передан в общественное достояние. В исходном списке, опубликованном после окончания третьего этапа, были перечисленные все шифры, включая F-FCSR. В шифре F-FCSR была обнаружена слабость, из-за чего он был исключён из следующей версии списка (версии от сентября 2008 года).

## Даты
| Дата                       | Событие |
| -------------------------- | --- |
| 14-15 октября 2004         | Семинар, организованный ECRYPT в Брюгге. «SASC — The State of the Art of Stream Ciphers» (Современное состояние потоковых шифров). В результате обсуждения на этом семинаре было решено организовать конкурс.                              |
| ноябрь 2004                | Начало приёма работ. |
| 29 апреля 2005             | Крайний срок приёма работ. |
| 26-27 мая 2005             | Семинар, организованный ECRYPT в Орхусе, сразу после Eurocrypt: «SKEW — Symmetric Key Encryption Workshop» (Семинар по симметричному шифрованию). На этом семинаре было преставлено 25 работ, включая 21 поточный шифр, отосланный ECRYPT. |
| 13 июня 2005               | Запущен сайт проекта eSTREAM, с публичного оценивания кандидатов. |
| 2-3 февраля 2006           | Семинар, организованный ECRYPT в Лёвене. «SASC 2006: Stream Ciphers Revisited» («Пересмотр поточных шифров»). |
| февраль 2006               | Конец первого этапа. |
| июль 2006                  | Начало второго этапа. |
| 31 января — 1 февраля 2007 | Семинар, организованный ECRYPT в Бохуме. «SASC 2007» |
| апрель 2007                | Начало третьего этапа. |
| февраль 2008               | Семинар «SASC 2008». |
| май 2008                   | Завершающий доклад проекта eSTREAM. |

### Шкала времени

#### Цветовые обозначения
| Цвет | Фаза конкурса | Начало         | Окончание      |
| ---- | ------------- | -------------- | -------------- |
|      | Приём заявок  | ноябрь 2004    | 29 апреля 2005 |
|      | Первый этап   | 29 апреля 2005 | февраль 2006   |
|      | Второй этап   | июль 2006      | апрель 2007    |
|      | Третий этап   | апрель 2007    | май 2008       |

## Этапы

### Этап 1
В качестве эталона выбран блочный шифр AES, являющийся стандартным на территории США.
На первом этапе:
- на рассмотрение принимались шифры, производительность которых превосходила производительность шифра AES-128, работающего в режиме счётчика (CTR);
- отобранные шифры исследовались на надёжность, производительность (относительно AES), простоту и гибкость, обоснованность и доказанность, прозрачность и полноту документации;
- шифры распределялись по категориям;
- выполнялся отбор шифров для следующего этапа.

На протяжении этого этапа проходило множество обсуждений, презентаций результатов анализа шифров. Также был разработан framework для тестирования производительность шифров. Этот framework в дальнейшем использовался для оценки шифров при работе на большом количестве разнообразных систем.
27 марта 2006 года eSTREAM официально заявил о закрытии 1-го этапа.

### Этап 2
Второй этап официально начался 2 августа 2006 года.
В каждой категории было отобрано по несколько подающих надежды алгоритмов («фокусные» шифры). Это были разработки, которыми комиссия eSTREAM заинтересовалась особо, и приложила наибольшие усилия по криптоанализу и анализу производительности. Сейчас дополнительно принято несколько алгоритмов в качестве «алгоритмов 2-го этапа» (англ. phase 2 algorithms), что означает, что они действительные кандидаты eSTREAM. «Фокусные» алгоритмы будут переквалифицированы каждые 6 месяцев.

### Этап 3
Третий этап начался в апреле 2007 года.
В число кандидатов вошли шифры:
- 1 категория (программная):
  - CryptMT[англ.] (3-я версия);
  - Dragon;
  - HC (HC-128 и HC-256);
  - LEX (LEX-128, LEX-192 и LEX-256);
  - NLS[англ.] (NLSv2, без аутентификации);
  - Rabbit;
  - Salsa20/12;
  - SOSEMANUK;
- 2 категория (аппаратная):
  - DECIM (DECIM v2 и DECIM-128);
  - Edon80[англ.];
  - F-FCSR (F-FCSR-H v2 и F-FCSR-16);
  - Grain (Grain v1 и Grain-128);
  - MICKEY (MICKEY 2.0 и MICKEY-128 2.0);
  - Mosquito;
  - Pomaranch (3-я версия);
  - Trivium.

Все шифры 3-го этапа описаны в книге «New stream cipher designs» (ISBN 978-3-540-68350-6).
Для выбора финалистов была составлена комиссия, в которую вошли:
- Стив Бэббидж (Steve Babbage) (Vodafone, Великобритания);
- Кристоф Де Каннье (Christophe De Canniere) (Katholieke Universiteit Leuven, Бельгия);
- Анн Канто (Anne Canteaut) (INRIA, Франция);
- Карлос Сид (Carlos Cid) (Royal Holloway, University of London, Великобритания);
- Анри Жильбер (Henri Gilbert) (France Telecom R&D, Франция);
- Томас Юханссон (Thomas Johansson) (Lund University, Швеция);
- Кристоф Пар (Christof Paar) (Ruhr-University of Bochum, Германия);
- Мэттью Паркер (Matthew Parker) (University of Bergen, Норвегия);
- Барт Пренель (Bart Preneel) (Katholieke Universiteit Leuven, Бельгия);
- Винсент Рэймен (Vincent Rijmen) (Graz University of Technology, Австрия);
- Мэтт Робшоу (Matt Robshaw) (France Telecom R&D, Франция);
- У Хунцзюнь (Hongjun Wu) (Katholieke Universiteit Leuven, Бельгия).

Эксперты изучили всю доступную по шифрам информацию, включая оригинальные описания и результаты криптоанализа, затем отобрали финалистов исходя из следующих качеств:
- безопасность;
- производительность (в сравнении с AES и другими шифрами — кандидатами);
- обоснованность и доказанность надёжности шифра;
- простота и масштабируемость;
- завершённость и ясность алгоритма.

Третий этап закончился 15 апреля 2008 года объявлением выбранных кандидатов.

## Претенденты

### Победители конкурса
| Шифр                                | Страница в каталоге проекта | Категория 1 (программная) | Категория 2 (аппаратная)    | Податели заявки |
| ----------------------------------- | --------------------------- | ------------------------- | --------------------------- | --- |
| Grain                               | grainp3.html                | Нет                       | Да                          | Мартин Хелл, Томас Юханссон и Вилли Мейер |
| HC-256 (HC-128, HC-256)             | hcp3.html                   | Да                        | Нет                         | У Хунцзюнь |
| MICKEY (MICKEY 2.0, MICKEY-128 2.0) | mickeyp3.html               | Нет                       | Да                          | Стив Бэббидж и Мэттью Додд |
| Rabbit                              | rabbitp3.html               | Да                        | Нет                         | Мартин Бусгард, Метте Вестерагер и Эрик Зеннер |
| Salsa20                             | salsa20p3.html              | Да                        | Нет                         | Бернштейн, Дэниел Джулиус |
| SOSEMANUK                           | sosemanukp3.html            | Да                        | Нет                         | Ком Бербэн, Оливье Бийе, Анн Канто, Николя Куртуа, Анри Жильбер, Луи Губен, Алин Гуже, Луи Гранбулан, Седрик Лораду, Марин Минье, Тома Порнен и Эрве Сибер |
| Trivium                             | triviump3.html              | Нет                       | Да                          | Кристоф де Канньер и Барт Пренель |
| F-FCSR (F-FCSR-H v2, F-FCSR-16)     | ffcsrp3.html                | Нет                       | исключён во второй редакции | Тьерри Берже, Франсуа Арно и Седрик Лораду |

### Шифры, не прошедшие третий этап
| Шифр                            | Страница на проекте | Категория 1 (программная) | Категория 2 (аппаратная) | Патентован | Заявители |
| ------------------------------- | ------------------- | ------------------------- | ------------------------ | ---------- | --- |
| CryptMP (3 версия)              | cryptmtp3.html      | Да                        | Нет                      | Да         | Макото Мацумото, Хагита Марико, Такудзи Нисимура и Мацуо Сайто                                                                         |
| DECIM (DECIM v2, DECIM-128)     | decimp3.html        | Нет                       | Да                       | Да         | Николя Куртуа, Блондин Дебрэз, Анри Жильбер, Луа Губен, Алин Гуже, Луи Гранбулан, Седрик Лораду, Марин Минье, Тома Порнен и Эрве Сибер |
| Dragon                          | dragonp3.html       | Да                        | Нет                      | Нет        | Эд Доусон, Кевин Чэнь, Матт Хенриксен, Уильям Милан, Леони Симпсон, Ли Хунджэ, Мун Санджэ                                              |
| Edon80                          | edon80p3.html       | Нет                       | Да                       | Нет        | Данило Глигороски, Смиле Марковски, Люпчо Кочарев и Марьян Гусев                                                                       |
| LEX                             | lexp3.html          | Да                        | прошёл 2-й этап          | Нет        | Алекс Бирюков |
| MOSQUITO (Moustique)            | mosquitop3.html     | Нет                       | Да                       | Нет        | Йоан Дамен и Пэрис Китсос |
| NLS (NLSv2, без аутентификации) | nlsp3.html          | Да                        | Нет                      | Нет        | Грегори Розе, Филип Хавкес, Майкл Паддон и Мириам Виггерс де Врис                                                                      |
| Pomaranch (3 версия)            | pomaranchp3.html    | Нет                       | Да                       | Нет        | Тор Хеллесет, Сес Янсен и Александр Колоша                                                                                             |

### Шифры, не прошедшие второй этап
| Шифр       | Страница на проекте                | Категория 1 (программная) | Категория 2 (аппаратная) | Патентован | Содержит имитовставку | Заявители                                                               |
| ---------- | ---------------------------------- | ------------------------- | ------------------------ | ---------- | --------------------- | ----------------------------------------------------------------------- |
| Phelix     | phelixp2.html                      | фокусный                  | фокусный                 | Нет        | Да                    | Даг Уайтинг, Брюс Шнайер, Штефан Люкс и Фредерик Мюллер                 |
| Py (шифр)  | pyp2.html                          | фокусный                  | Нет                      | Нет        | Нет                   | Эли Бихам и Дженнифер Себерри                                           |
| ABC        | abcp2.html                         | Да                        | Нет                      | Нет        | Нет                   | Владимир Анашин, Андрей Богданов, Илья Кижватов и Сандип Кумар          |
| Achterbahn | achterbahnp2.html                  | Нет                       | Да                       | Нет        | Нет                   | Бернд Гаммель, Райнер Гёттферт и Оливер Книффлер                        |
| DICING     | dicingp2.html                      | Да                        | Нет                      | Нет        | Нет                   | Ли Ан-Пинг                                                              |
| Hermes8    | hermes8p2.html                     | в архиве                  | Да                       | Нет        | Нет                   | Ульрих Кайзер                                                           |
| NLS        | nlsp2.html                         | Да                        | Да                       | Нет        | Нет                   | Грегори Розе, Филип Хавкес, Майкл Паддон и Мириам Виггерс де Врис       |
| Polar Bear | polarbearp2.html                   | Да                        | Да                       | Нет        | Нет                   | Юхан Хостад и Матс Неслунд                                              |
| Pomaranch  | pomaranchp2.html                   | в архиве                  | Да                       | Нет        | Нет                   | Сес Янсен и Александр Колоша                                            |
| SFINKS     | sfinksp2.html (недоступная ссылка) | Нет                       | Да                       | Нет        | Да                    | Ан Бракен, Йозеф Лано, Неле Ментенс, Барт Пренель, и Ингрид Вербаувхеде |
| TSC-3      | tsc3p2.html                        | Нет                       | Да                       | Нет        | Нет                   | Хон Джин, Ли Донхун, Ём Ёнджин, Хан Дэван и Чхи Сонтхэк                 |
| VEST       | vestp2.html                        | Нет                       | Да                       | Да         | Да                    | Шон О`Нейл, Бенджамин Гиттинс и Ховард Лэндман                          |
| WG         | wgp2.html                          | Нет                       | Да                       | Нет        | Нет                   | Гуан Гун и Яссир Наваз                                                  |
| Yamb       | yambp2.html (недоступная ссылка)   | Да                        | Да                       | Нет        | Нет                   | LAN Crypto                                                              |
| ZK-Crypt   | zkcryptp2.htm (недоступная ссылка) | Нет                       | Да                       | Да         | Да                    | Карми Грессел, Ран Гранот и Габи Ваго                                   |

### Шифры, не прошедшие первый этап
| Шифр        | Страница на проекте | Категория 1 (программная) | Категория 2 (аппаратная) | Патентован | Содержит имитовставку | Заявители                                                         |
| ----------- | ------------------- | ------------------------- | ------------------------ | ---------- | --------------------- | ----------------------------------------------------------------- |
| Frogbit     | frogbit.html        | в архиве                  | Нет                      | Да         | Да                    | Терри Моро                                                        |
| Fubuki      | cryptmtfubuki.html  | в архиве                  | Нет                      | Да         | Нет                   | Макото Мацумо, Хагита Марико, Такудзи Нисимура и Мацуо Сайто      |
| MAG         | mag.html            | в архиве                  | в архиве                 | Нет        | Нет                   | Раде Вучковач                                                     |
| Mir-1       | mir1.html           | в архиве                  | Нет                      | Нет        | Нет                   | Александр Максимов                                                |
| SSS         | sss.html            | в архиве                  | в архиве                 | Нет        | Да                    | Грегори Розе, Филип Хавкес, Майкл Паддон и Мириам Виггерс де Врис |
| TRBDK3 YAEA | trbdk3.html         | в архиве                  | в архиве                 | Нет        | Нет                   | Тимоти Бригем                                                     |